# Meenikunnu soo
Meenikunnu soo är ett träsk i Estland.   Det ligger i landskapet Põlvamaa, i den sydöstra delen av landet, 220 km sydost om huvudstaden Tallinn.